# 28004 Terakawa
28004 Terakawa è un asteroide della fascia principale. Scoperto nel 1997, presenta un'orbita caratterizzata da un semiasse maggiore pari a 2,7815339 UA e da un'eccentricità di 0,1961717, inclinata di 8,97620° rispetto all'eclittica.